# Paradelphomyia (Oxyrhiza) dissita
Paradelphomyia (Oxyrhiza) dissita is een tweevleugelige uit de familie steltmuggen (Limoniidae). De soort komt voor in het Palearctisch en Oriëntaals gebied.